# 冒牌天皇
《冒牌天皇》，又名《秘密愛情》，2004年香港首映的電影，劇情與電視劇《新年快樂2004》相似。
演員陣容與《新年快樂2004》相同，由S.H.E的Hebe、Selina、陳明真、沙寶亮、金海心、黃安、楊千嬅主演。
Ella因在綜藝節目（快樂星期天）中拍外景示範火災逃生受傷住院，在醫院休息了20多天，出院之後她仍要在家休養，所以無法參與演出。

## 劇情大綱
故事敘述一位天王歌手逍遙跑去馬來西亞，導致拍了一半的MTV沒拍好但是又不能延期拍摄，歌手經紀人常红和同事必須急找一位天王替身。恰巧遇到革職的音樂老師，因向貌極像逍遥，而被邀作替身。若尘完成假冒身份的任務之後，被聘為新的藝術學校老師。若尘决定與剛结婚的數學老師，要當個好老師的同時，却遭到學生Hebe 和Selina带领的壞同學們狠狠的整了一頓，但卻没有减退老師對教學的熱情，之後改便教學方法。老師讓同學們知道现代科學知識對音樂製作和創作理念上有多大的影響，最後還是令學生對老師重拾了信心。

## 演員
- Hebe
- Selina
- 陳明真
- 沙寶亮
- 黃安
- 楊千嬅
- 金海心

## 外部連結
- 豆瓣电影上《冒牌天皇》的資料 （简体中文）
- 时光网上《冒牌天皇》的資料（简体中文）
- 香港影庫上《冒牌天皇》的資料（繁體中文）